# Donaubrücke Melk
Die Donaubrücke Melk ist ein im Jänner 1973 eröffneter Straßenübergang über die Donau in Niederösterreich. Sie verbindet Melk auf der Südseite mit Emmersdorf auf der Nordseite der Donau.
Die Brücke ersetzte mit Inbetriebnahme den zuvor seit 1897 bestehenden Fährbetrieb zwischen den beiden Orten.